# ماو تسي تونغ
ماو تسي تونغ  (الصينية المبسطة: 毛泽东، الصينية التقليدية: 毛澤東، البينيين: Mao Zedong) (26 ديسمبر 1893 – 9 سبتمبر 1976) هو سياسي ومُخطِط استراتيجي وثوري شيوعي صيني ومؤسس جمهورية الصين الشعبية، والتي حكمها من خلال قيادته للحزب الشيوعي الصيني منذ تأسيسه عام 1949 وحتى وفاته عام 1976. يُعرف أيضًا باسم الرئيس ماو. اشتهر ماو بإيديولوجيته الماركسية اللينينية واستراتيجياته العسكرية الخاصة ونظرياته وسياساته، إذ شكلت كل هذه الأفكار مجتمعة ما بات يعرف بالماوية.
كان ماو ابن فلاح ميسور الحال من مدينة شاوشان - مقاطعة هونان. تشرَّب ماو القومية الصينية ومعاداة الإمبريالية في وقتٍ مبكر من حياته، وتأثر بشكل خاص بثورة شينهاي في عام 1911، وحركة الرابع من مايو في عام 1919. تبنى ماو الماركسية اللينينية أثناء عمله في جامعة بكين، وأصبح عضواً مؤسساً في الحزب الشيوعي الصيني، الذي قاد انتفاضة حصاد الخريف في عام 1927. ساعد ماو في تأسيس الجيش الأحمر الصيني خلال الحرب الأهلية الصينية بين الكومينتانغ والحزب الشيوعي الصيني، وقاد محاولات إنشاء الدولة السوفيتية الصينية، ليتبوأ في نهاية المطاف رئاسة الحزب الشيوعي الصيني. تحالف الحزب الشيوعي الصيني وحزب الكومينتانغ بشكل مؤقت خلال الحرب الصينية اليابانية الثانية (1937-1945) أثناء الحرب العالمية الثانية، ولكن الحرب الأهلية الصينية استؤنفت بعد استسلام اليابان. وهزمت قوات ماو في عام 1949 قوات الحكومة القومية التي انسحبت إلى تايوان.
أعلن ماو تأسيس جمهورية الصين الشعبية في الأول من أكتوبر عام 1949، وهي دولة حزب واحد يسيطر عليها ويتحكم بها الحزب الشيوعي الصيني. عزز ماو سيطرته على الدولة من خلال حملاته ضد ملاك الأراضي، وقمع معارضي الثورة، وحملات مكافحة الفساد (1951-1952)، والانتصار المعنوي في الحرب الكورية التي أدت لمقتل عدة ملايين من الصينيين. في الفترة الممتدة بين أعوام (1953-1958) لعب ماو دوراً هاماً في إنقاذ الاقتصاد الصيني، ووضع أول دستور لجمهورية الصين الشعبية، وإطلاق البرنامج الصناعي، وبدء مشروع القنبلة النووية وغزو الفضاء. أطلق ماو حملة مناهضة لليمين في عام 1957 والتي اضطهدت ما لا يقل عن 550 ألف شخص معظمهم من المثقفين المعارضين، وفي عام 1958 أطلق ما يعرف بالقفزة الكبرى للأمام التي تهدف إلى تحويل الاقتصاد الصيني بسرعة من الزراعة إلى الصناعة. أدى هذا البرنامج إلى أشد مجاعة في التاريخ البشري انتهت بمقتل ما بين 20 – 46 مليون صيني بين أعوام 1958 – 1962. أطلق ماو حركة التعليم الاشتراكي في عام 1963، وبدأ الثورة الثقافية في عام 1966 وهي برنامج للتخلص من «عناصر الثورة المضادة». استمرت الثورة الثقافية 10 سنوات وتميزت بصراع طبقي عنيف ودمار واسع في المجتمع الصيني وظهور عبادة شخصية ماو. تعرض عشرات الملايين من الأشخاص للاضطهاد خلال هذه الثورة وتراوح العدد التقديري للوفيات بين مئات الآلاف والملايين، بمن فيهم ليو شاوتشي الرئيس الثاني لجمهورية الصين الشعبية. عانى ماو من سلسلة من الأزمات القلبية في عام 1976 وتوفي عن عمر يناهز 82 عاماً. ارتفع عدد سكان الصين من حوالي 550 مليون إلى أكثر من 900 مليون في عصر ماو، إذ لم تطبق حكومته سياسة تنظيم الأسرة بشكل صارم، في حين اتخذ خلفاؤه مثل دنغ شياو بينغ سياسات أكثر صرامة لمواجهة أزمة الانفجار السكاني.
يعتبر ماو تسي تونغ شخصية مثيرة للجدل وهو معروف أيضاً باسم المفكر السياسي والمنظِّر والاستراتيجي العسكري والشاعر والمفكر صاحب البصيرة. دخلت الصين خلال عهد ماو في الحرب الكورية، وحدث الانقسام الصيني السوفيتي، وحرب فيتنام، وصعود الخمير الحمر. استقبل ماو الرئيس الأمريكي ريتشارد نيكسون في بكين في عام 1972، ما أشار لبداية سياسة انفتاح الصين نحو العالم. ينسب له مؤيدوه الفضل بطرد الإمبريالية من الصين، وبناء الأمة الصينية لتصبح قوة عالمية، وتعزيز مكانة المرأة، وتطوير التعليم والرعاية الصحية، وزيادة متوسط العمر المتوقع للصينيين العاديين. أما معارضوه فقد وصفوا نظامه بالاستبدادي والشمولي، وأدانوا قيامه بالقمع الجماعي وتدمير الآثار والمواقع الدينية والثقافية، وكان ماو بالإضافة لذلك مسؤولاً عن مقتل ما بين 30 – 80 مليون إنسان بسبب الجوع والاضطهاد والسجن والإعدام الجماعي.

## النشأة
وُلد ماو تسي تونغ في 26 ديسمبر 1893 في مدينة شاوشان في مقاطعة خونان، كان والده فلاحًا صارمًا بنى نفسه حتى أصبح تاجر حبوب. وكان ماو منذ الصغر متمردًا على تقاليد والده الصارمة، ففي حين أراده والده فلاحًا رغب ماو في مزيد من التعليم. ترك ماو البيت في سن 13 ليذهب إلى مدرسة ابتدائية في منطقة مجاورة، وفي عام 1911 وصل عاصمة الإقليم تشانغشا ليدخل مدرسة عليا. في تلك الفترة كانت سلالة تشينغ سقطت وثورة سون يات سين في أوجها، والتحق ماو بوحدة للجيش الثوري لفترة قصيرة (6 أشهر)، ثم عاد إلى تشانغشا ليقرر ماذا سيدرس وتأرجح بين القانون والتاريخ والأعمال إلى أن استقر على التدريس ليتخرج من مدرسة للمعلمين في 1918.
أراد ماو أن يصبح استاذاً فدخل جامعة بكين في 1918 وهناك اعتنق الشيوعية كونه يساريًا في أفكاره. وفي 1920 كان واضحًا أنه ماركسي راديكالي كعشرات الصينين. وفي يونيو 1921 أصبح واحدًا من الإثني عشر الذين أسسوا الحزب الشيوعي في شنغهاي. وترقى فيه ببطء فكان زعيمه في 1937.

## حياته الشخصية
في 1921 تزوج من يانغ كايهوي ابنة معلمه التي أعدمها الكومينتانغ عام 1930، لكنه منذ عام 1928 تعرف على فتاة صغيرة هي هو تسو تشن التي أنجب منها 5 أطفال حتى طلقها عام 1937، ثم تزوج الممثلة جيانغ كينغ التي كان لها دور رئيسي في الثورة الثقافية فيما بعد.

## نشاطاته الثورية المبكرة

### بكين والأناركية والماركسية (1917-1919)
انتقل ماو إلى بكين حيث كان معلمه يانغ تشانغي يشغل وظيفة في جامعة بكين. اعتقد يانغ أن تلميذه ماو كان ذكياً ووسيماً بشكل استثنائي، فساعده في الحصول على عمل في الجامعة في مكتبة لي دزهاو التي أصبحت مركزاً مبكراً للشيوعية الصينية. ألّف لي سلسلة من المقالات الموجهة للشباب حول ثورة أكتوبر في روسيا، والتي استولى خلالها الحزب البلشفي الشيوعي بقيادة فلاديمير لينين على السلطة. كان لينين مدافعاً عن النظرية الاجتماعية السياسية للماركسية التي طورها عالما الاجتماع الألمانيان كارل ماركس وفريدريك إنجلز، وقد ساهمت مقالات لي في إدخال الماركسية إلى الحركة الثورية الصينية. أصبح ماو أكثر راديكالية مع مرور الوقت، وقد تأثر في البداية بالمذهب الأناركي لبيتر كروبوتكين والذي كان من أكثر المذاهب راديكالية في ذلك الوقت. دعا الأناركيون الصينيون مثل تساي يوان بي مستشار جامعة بكين إلى ثورة اجتماعية كاملة في العلاقات الاجتماعية وهيكل الأسرة والمساواة بين الجنسين، بدلاً من التغيير البسيط في شكل الحكومة الذي دعت إليه الحركات الثورية السابقة. انضم ماو إلى مجموعة لي وتحول سريعاً نحو الماركسية خلال شتاء عام 1919.
عاش ماو في هذه الفترة في غرفة صغيرة مع سبعة طلاب من هونان بسبب الأجر المنخفض الذي كان يتلقاه. كان ماو منبوذاً في الجامعة بسبب لهجته الريفية ومركزه الاجتماعي المتدني. ومع ذلك فقد انضم إلى جمعيات الفلسفة والصحافة في الجامعة، وحضر محاضرات تشن دوكسيو وهوه شيه وتشيان شوانتونغ. غادر ماو بكين في ربيع عام 1919، وسافر إلى شنغهاي مع أصدقائه الذين كانوا يستعدون للهجرة إلى فرنسا، ولم يعد إلى شوشان لزيارة أمه المريضة التي توفيت في أكتوبر 1919، وتوفي زوجها في يناير 1920.

### الثقافة الجديدة والاحتجاجات السياسية (1919-1920)
اجتمع طلاب بكين في 4 مايو 1919 عند بوابة السلام للاحتجاج على عدم تدخل الحكومة الصينية لمواجهة التوسع الياباني في الصين. غضب القوميون الصينيون من النفوذ الممنوح لليابان، وقدموا 21 مطلباً للحكومة في عام 1915. أشعلت هذه المظاهرات حركة الرابع من مايو التي امتدت لتشمل كل البلاد، وألقت باللوم على الدبلوماسية الصينية في التخلف الاجتماعي والثقافي الحاصل.
بدأ ماو بتدريس التاريخ في مدرسة شويوي الابتدائية في تشانغشا، وساهم في تنظيم الاحتجاجات ضد تشانغ جينغ ياو حاكم مقاطعة هونان الموالي لحكومة دوان بسبب فساده وقسوته. شارك ماو في تأسيس رابطة طلاب هونان في أواخر شهر مايو بالتعاون مع هي شوهينغ ودينغ زونغهي، ونظم إضراباً طلابياً كبيراً في شهر يونيو، وفي يوليو من العام 1919 بدأ بإصدار مجلة راديكالية أسبوعية تستخدم اللغة العامية المفهومة من قبل غالبية الشعب الصيني، ودعا إلى «الاتحاد العظيم للجماهير الشعبية»، وتعزيز النقابات العمالية بحيث تكون قادرة على القيام بثورة غير عنيفة. لم تكن أفكار ماو في هذه الفترة ماركسية، ومع ذلك فقد تأثر بشدة بكروبوتكين.
حُظرت رابطة الطلاب التي أسسها ماو، لكنه استمر في النشر بعد توليه رئاسة تحرير المجلة الليبرالية الجديدة في هونان، وكتب عدة مقالات في جريدة العدل المحلية الشهيرة (تا كونغ بو). كانت العديد من آرائه مدافعة عن حقوق المرأة وداعية إلى تحرير المرأة في المجتمع الصيني. ساعد ماو في ديسمبر 1919 في تنظيم إضراب عام في هونان وتمكن من الحصول على بعض التنازلات، لكنه شعر مع قادة الطلاب الآخرين بالتهديد من قبل الحاكم تشانغ، فعاد ماو إلى بكين وزار هناك معلمه المريض يانغ تشانغجي. وجد ماو أن مقالاته قد حققت مستوى كبيراً من الشهرة في أوساط الحركة الثورية هناك، وبدأ في حشد الدعم للإطاحة بتشانغ.

## فلسفته

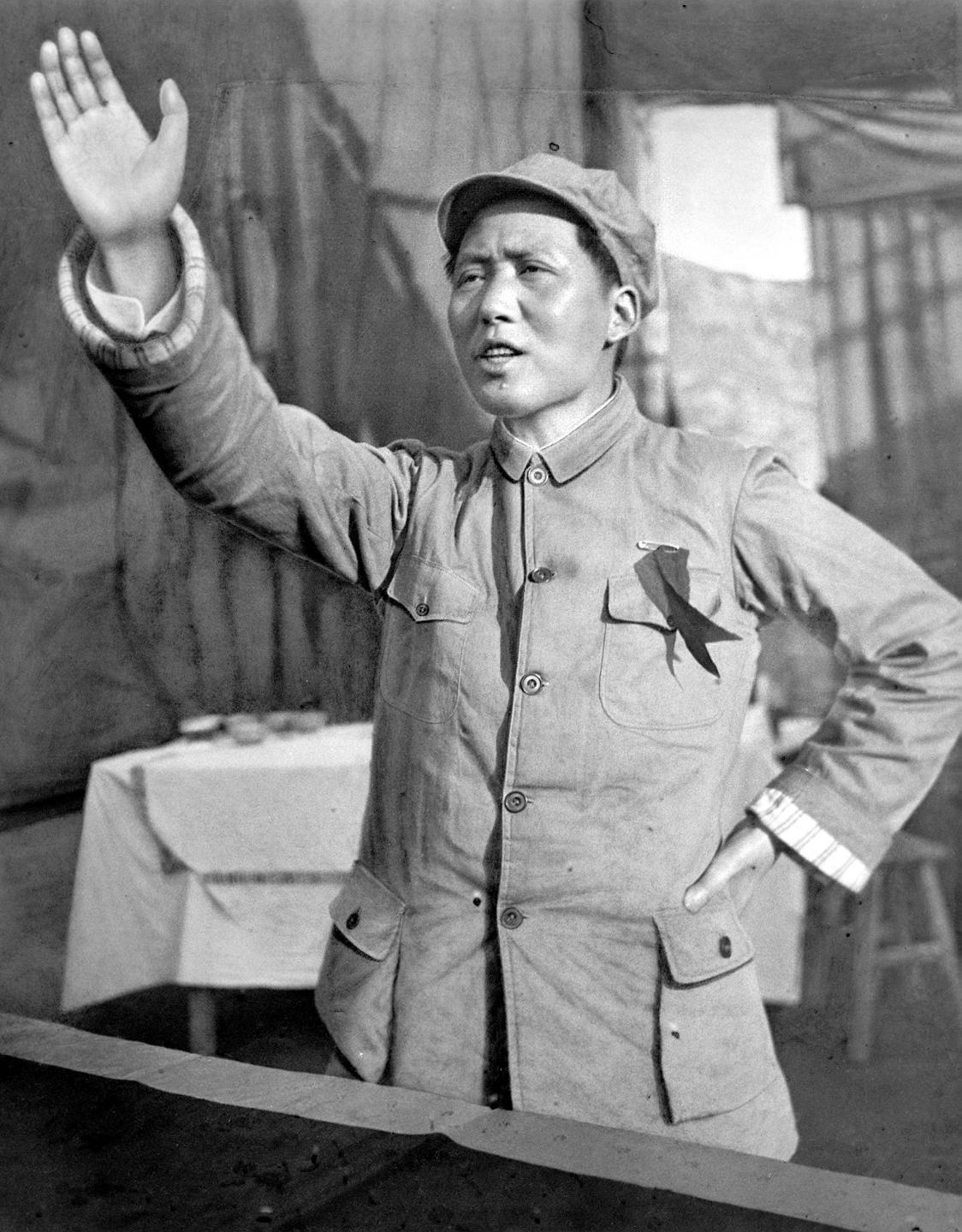
ماو تسي تونغ في شبابه.

في البداية اعتقد ماو أن أنصار الحزب يجب أن يكونوا العمال في المدن، متفقاً مع كارل ماركس وفي 1925 تغير تفكيره بعد أن تغيرت ظروف الصين، واعتمد ماو على الفلاحين، موجهاً كل تركيزه إلى التنمية الزراعية. عمل ماو على تطوير مفهوم جديد للشيوعية سُمّي «بالماوية» وكان مزيج من شيوعية لينين وماركس. وعمل على التحالف مع الإتحاد السوفييتي ومن ثمّة الخروج إلى الجموع الصينية بالثورة الثقافية.
في الأعوام التالية وتحديداً منذ عام 1984 وعام 1993 تم اعتماد إسهامات ماو كتطور ثالث للماركسية اللينينية التي عرفت بالماوية.

## مصاعب واجهت الحزب
تمزق التحالف بين الجيوش القومية، والشيوعية في عام 1927 عندما بدأ شيانج كاى شى تطهيراً عنيفاً للحمر هرب ماو وزملائه إلى الجبال على حدود هيزان كيانجسى لتنظيم أول حكومة سوفيتية صينية يرتكز على الفلاحين.
في سنة 1934 أحاط القوميون بسوفيت هيوان – كيانجسي فانسحب الشيوعيون وبدؤوا في الهروب من خلال رحلة طولها 6000 ميل نحو الحدود الغربية أكثر من 100000 رجل، وامرأة، وطفل، سافروا سيراً على الاقدام لمدة عام مارين خلال 12 مقاطعة، 24 نهر، العديد من سلاسل الجبال، الغابات الكثيفة، والصحارى المهجورة ولم ينجو منهم الا 20000.

## السلطة
وضع الحزب خطة بطيئة التقدم للاستيلاء على الحكم وبعد أن أغتيل عدة قادة شيوعيون أصبح ماو القائد الوحيد وفي عام 1947 بدأ التحرك لقلب نظام الحكم بزعامة شيانج كاي شيك، وفي 1949 انتصرت القوات الشيوعية، كان ماو في السادسة والخمسين، اما بلاده فكانت قد انهكتها الصراعات والحروب في حال من الفقر والتخلف والجهل، وهرب شيانج إلى تايوان.
استخدم ماو اساليب عنيفة ليحكم قبضة الحزب على السلطة في الصين فقتل العديد من أعداء الثورة بعضهم من قادة الثورة المعادية له وآخرين من الامبرياليين ومن الرجعيين السياسيين وقطاع الطرق.

## أهم انجازاته
أخذ ماو على عاتقه تمدن الصين وتحويلها إلى أمة عصرية قوية، بدأ بالعناية بالتعليم والتصنيع والصحة.
حول النظام الاقتصادي من رأسمالية إلى اشتراكية، وسيطر ماو على كل أجهزة الدولة واستخدمها للدعاية، فبعد أن كانت الصين تقدس الآباء والأجداد منذ آلاف السنين أصبحت تقدس الوطن وبدأت تعاليم كونفوشيوس في الانقراض حتى اختفت.

## مشروع القفزة الكبرى إلى الأمام
اعتبره الغرب من أخطر المشاريع التي تبناها ماو؛ وكان وقت ذاك في الستينات من عمره، ففى 1958 بدأ المشروع وكان يرتكز على الصناعات الصغيرة في الحقول والقرى في الريف، حيث أجبر الملايين من الفلاحين والعمال والمدنيين على العمل في هذا البرنامج الصناعي بمعدل سريع لتحقيق نتائج كبيرة، ولكن لم يستطع الشعب أن يواكب السرعة المطلوبة فانهار المشروع، مخلفاً خسائر ضخمة تخطتها الصين بعد سنتين وفي هذه الفترة العصيبة، دفع الشعب الثمن مواجهاً فقر مدقع بلا طعام وبملابس رثة، اما ماو فاضطر أن يشتري القمح من الدول الرأسمالية ليطعم شعبه.

## الثورة الثقافية
في 1966، أشعل ماو الثورة الثقافية الكبرى وكان في السبعينات من عمره وقتها، أراد منها سحق المعارضة، فقام بإطلاق ملايين الطلبة من المدارس العليا والجامعات ليخدموا كحرس حمر ولكنهم سببوا الفوضى في البلاد، دافعيين بالصين إلى حافة حرب أهلية ضارية.

## التغني بالسلام
كانت سونغ تشينغ لينغ عضوة في المكتب التنفيذي للمجلس العالمي للدفاع عن السلم، ورئيسة لجنة الاتصال للسلام لمنطقة آسيا والمحيط الهادي. لقد كرست نفسها لقضية السلام، وكتبت مقالة تتحدث فيها عن السلام في عهد ماو جاء فيها:
اختتم مؤتمر السلم لمنطقة آسيا والمحيط الهادي الذي جاءت وفوده من مختلف دول العالم ومناطقه ومنظماته. فما الذي جعلهم يجلسون لكل هذا التفاهم والوئام؟ إنه التشوق إلى الحديث السلمي. فشعوب العالم كلها كانت تتمنى إقامة سلم عالمي حقيقي شامل من خلال هذا المؤتمر.
منذ مدة طويلة لم يستطع الناس أن يتضامنوا لأسباب مختلفة، لكنهم اجتمعوا اليوم في بكين. كان مندوبو الدول اللاتينية يجلسون مع مندوبي الهند، ويجلس مندوبو كندا مع مندوبي مينمار، ويجلس مندوبو الولايات المتحدة مع مندوبي كوريا الجنوبية، ويجلس مندوبو الصين مع مندوبي الشرق الأوسط، ويجلس مندوبو اليابان مع مندوبي منغوليا، ويجلس مندوبو باكستان مع مندوبي نيوزيلاند.
إن الإسهام العظيم الذي قدمتها منطقة آسيا والمحيط الهادي للسلم قد جعل الناس يرون أملا، وعزز عزيمتهم على قهر الصعوبات. وأدرك الناس في مناطق كثيرة من العالم أن الحرب تتجه إليهم، لكنهم قادرون على تغيير مسيرة التاريخ. حيث وقع عشرات الآلاف من الناس معا دعوة إلى منع الأسلحة المدمرة وتقليل التجهيزات العسكرية والسيطرة عليها وإنهاء السباق العسكري بين اليابان وألمانيا. هدف كل ذلك لحدث ذي مغزى تاريخي عظيم، ألا وهو مؤتمر فيينا السلمي.
يحمل كل شخص عادل، مهما كانت نظريته أو عقيدته، أمنية طيبة جميلة، يعبر عنها للناس بأساليب مختلفة. ويؤيدون مؤتمر فيينا السلمي بكل جهودهم معتقدين أن الجهود المبذولة من أجل السلام ستتجاوز الحدود الزمنية والمكانية روحيا وجوهريا لتحقق نصرا، من بكين إلى فيينا، ومن نجاح فيينا إلى نجاح قادم!
إن الشعوب قادرة على الدفاع عن السلام بل ستدافع عنه بالتأكيد!

## الدفاع عن الديمقراطية
يعتبر الانتخاب الوطني الذي أقيم عام 1953 في الصين كلها حدثا عظيما لم تشهده الصين منذ مطلع تاريخها لأنه دل على أن كل أبناء الشعب الصيني بدأوا يشتركون في إدارة شؤون الدولة الكبيرة، ويعملون في بناء بلادهم العزيزة. فكتب جين تشونغ هوا رئيس مجلس التحرير الأول للمجلة مقالة جاء فيها:
اشترك مئات الآلاف من الناس في التصويت، فولد مجلس نواب الشعب على مستوى الناحية بعد الانتخاب الأول، وكل نائب من مجلس نواب الشعب على مستوى الناحية قد انتخب من بين 100 -200 مرشح؛ ففي البلاد كلها أكثر من 280 ألف مجلس لنواب الشعب على مستوى الناحية، وبعدها ستجرى الانتخابات على مختلف المستويات في 2037 محافظة و153 محافظة رئيسية و30 مقاطعة ومنطقة ذاتية الحكم، وسيولد المجلس الوطني لنواب الشعب بالانتخاب الأخير.
هذا وستولد الحكومات الشعبية على مختلف المستويات بانتخاب مجالس نواب الشعب على نفس المستويات بالتصويت. ويضطلع المجلس الوطني لنواب الشعب بمهمة وضع الدستور ووضع الخطة الخمسية الأولى وانتخاب الحكومة الشعبية المركزية الجديدة.
وولادة أجهزة السلطة المركزية تأتي بالانتخاب كذلك على مختلف المستويات. هناك قول شاع بعد تحرير الصين: «تحررنا نحن أبناء الشعب وأصبحنا سادة لبلادنا»، والانتخاب الوطني قد منح هذا المعنى الأعمق. فهذا الانتخاب يعتبر أعظم امتداد للديمقراطية في تاريخ البشرية من حيث عدد المشتركين فيه.

## الخطة الخمسية الأولى
بدأ الشعب الصيني بناء بلاده بصورة مخططة بعد تأسيس الصين الجديدة لتتخلص من الفقر والضعف، لذلك كانت الخطة الخمسية الأولى التي ابتدأت من عام 1953 ذات أهمية تاريخية. فخلالها أرسيت قاعدة الصناعة والصناعة الدفاعية. إنها السنوات الخمس التي أرست الأساس للبناء الاشتراكي الصيني.
بدأت الخطة الخمسية الأولى من عام 1953، ووافق عليها المجلس الوطني لنواب الشعب في يوليو عام 1955. وتمثل هدفها في إرساء قاعدة للصناعة والزراعة الاشتراكيتين.
لقد ركزت الخطة على الصناعة الثقيلة التي تقرر التقدم في مجالات مختلفة؛ والزراعة بصورة خاصة، لأن معظم الصينيين يمارسون الزراعة. لقد تركت المزارع الممكننة الحكومية القليلة انطباعا عميقا في قلوب الفلاحين، جعلتهم يتطلعون إلى حياة أفضل. فبعد أن رأى أحد الفلاحين البالغ من العمر 85 سنة جرارة من طراز ستالين-80 في مزرعة لوتاي القريبة من مدينة تيانجين قال «إن الأراضي التي يحرثها 20 رأسا من البقر اقل مما تحرثه جرارة واحدة». وهذه الجرارات والأجهزة الزراعية كلها من منتجات الصناعة الثقيلة. إن كمية الصلب التي تنتجها الصين حاليا أقل من الكمية التي أنتجها الاتحاد السوفيتي عام 1913، فنصيب الفرد فيها اقل من 8 أرطال. لذلك لا يمكننا أن نحقق تحديث الزراعة إلا بإنتاج كميات كبيرة من الأجهزة والماكينات.
إن مركز الثقل كما قلنا سابقا هو الصناعة الثقيلة. لقد شهدت الصناعة الثقيلة نموا ملحوظا في السنتين الأوليين من الخطة الخمسية الأولى. من عام 1952 إلى عام 1954، فازدادت كمية إنتاج الحديد بنسبة 56%، والصلب بنسبة 65%، والطاقة الكهربائية بنسبة 51%، والفحم بنسبة 26%، والبترول بنسبة 84%، والإسمنت بنسبة 61%، والماكينات بنسبة 100%. أنتجت الصين أكثر من 2000 نوع من قطع غيار الماكينات التي لم تقدر على إنتاجها في الماضي. ومع نهاية عام 1957 ستظهر دون انقطاع الماكينات الثقيلة والأجهزة الدقيقة والطائرات والشاحنات والجرارات من ضمن خطط الإنتاج. وفي ذلك الوقت سيبلغ مجموع كمية إنتاج الصناعة الثقيلة 25.2 ضعف كميتها الحالية.

## الإصلاح الزراعي
الأرض هي حياة الفلاحين. إذا أراد الفلاحون أن يتحرروا، فلابد أن يحصلوا على الأراضي أولا. كان أحد الأعمال المهمة التي قامت بها الحكومة المركزية في السنوات الأولى بعد تحرير الصين هو القيام بالإصلاح الزراعي في الأرياف ليمتلك الفلاحون الحقول مبكرا.
في 30 يونيو 1950 أعلن «قانون الإصلاح الزراعي لجمهورية الصين الشعبية» الذي قرر إلغاء النظام الإقطاعي لملكية الأراضي، ذلك النظام المستغل لطبقة ملاك الأراضي؛ وأحل محله تطبيق نظام ملكية الأراضي للفلاحين من أجل تحرير القوة الإنتاجية الريفية وتنمية الإنتاج الزراعي، وذلك لشق طريق أمام تصنيع الصين الجديدة. وبصدد هذا الوضع نشرت المجلة سلسلة من المقالات حول هذا الموضوع، وصورة الغلاف الأمامي للعدد الأول للمجلة هي صورة للفلاحين وقد سعدوا بالحصول على الأراضي.
تهدف حركة الإصلاح الزراعي التي ستنتهي قريبا في الصين إلى القضاء على نظام الأراضي الإقطاعي الذي مضى على تواجده في الصين 2500 عام، ليحل محله نظام امتلاك الفلاحين الحقول. قبل الإصلاح الزراعي كان ملاكو الأراضي الذين يشكلون 5% من تعداد سكان الأرياف يمتلكون 50-60% من الحقول الزراعية؛ وكان هذا الوضع غير العادل المتمثل في اضطهاد الناس لبعضهم بعضا سببا خفيا يمنع تقدم الصين. لكن ذلك قد انتهى، وجاء اليوم الذي أصبح فيه الشعب الصيني الذي عانى من الاضطهاد زمنا طويلا يتمتع بالديمقراطية الحقيقية.
في يونيو 1950 أصدرت الحكومة الشعبية المركزية التي لم يكن قد مضى على تأسيسها إلا ثمانية أشهر قانونا للإصلاح الزراعي؛ وفي أغسطس من نفس العام أجيز قرار حول تحديد الطبقات في الأرياف.
سيجرى هذا الإصلاح على أربع خطوات: الخطوة الأولى هي التحليل العميق لناحية واحدة أو قرية نموذجية واحدة؛ الخطوة الثانية هي تحديد طبقات سكان الأرياف؛ الخطوة الثالثة هي مصادرة ممتلكات ملاكي الأراضي وتوزيعها من جديد؛ الخطوة الرابعة هي إحراق السندات العقارية القديمة وسندات الديون التي سلمها ملاكو الأراضي أمام الجماهير. وتم عام 1951 تطبيق الإصلاح الزراعي بين 320 مليون فلاح، أي 80% من سكان الأرياف الصينية. وسيتم في عام 1952 إنجاز الإصلاح الزراعي في كل البلاد ما عدا تايوان والمناطق المأهولة بالأقليات القومية. بعد الإصلاح الزراعي أظهر الفلاحون حماسة شديدة في العمل، فازداد مردود الإنتاج، مما زاد القوة الشرائية لدى سكان الأرياف، وأرسى قاعدة لعملية التصنيع الصيني. لكن أهمية الإصلاح الزراعي لم تنحصر في المجال الاقتصادي، فهي انتصار عظيم للتقدم السياسي والثقافي والسلم العالمي، ذلك لأن الإقطاعية والاستعمار هما مصدر الفقر والتخلف والحروب.

## الناحية العسكرية
في آخر 1950، أرسل ماو قوة عسكرية ضخمة من المتطوعين إلى شمال كوريا لمحاربة جيش أمريكي تحت قيادة الجنرال دوجلاس ماك آرثر هازماً إياه، فتقهقر الجيش الأمريكي المهزوم إلى كوريا الجنوبية.
بعد ذلك بعام غزت القوات الصينية جبال التبت، وقتلوا آلاف من المقاومة التبتية.
و في 1962 ارسل ماو جيشاً عبر حدود الهيمالايا الهندية فدخلت الهند الاقل تجهيزاً الحرب، وبعد اسابيع انسحبت الصين بعد أن غزت مساحات لا تذكر على الحدود.
رغم أنهم فقدوا مساعدة الروس الفنية لهم أثر الخلاف الذي دب بينهم بعد المصالحة مع الولايات المتحدة، الا انهم استطاعوا ان يختبروا قنبلتهم الذرية الأولى على أرض سنكيانج البور في 1964، ثم القنبلة الهيدروجينية بعدها بفترة وجيزة، اسرع مما اعتقد كلا من موسكو وواشنطن

## امتلاك القنابل الهيدروجينية
نجحت الصين في تفجير هيدروجيني حراري في إحدى مناطقها الغربية في الساعة السادسة عشرة من يوم 9 مايو عام 1966 (توقيت بكين).
وقد أصدرت الحكومة الصينية بيانا في المرتين الأولى والثانية من قيامها بالتفجير النووي، لتوضيح موقف الصين من الأسلحة النووية وتقديم اقتراح حول عقد مؤتمر القمة العالمي للمناقشة حول منع الأسلحة النووية بصورة شاملة وتدميرها نهائيا. جاء في بيانهم :
وإننا نعلن مرة أخرى أن الصين لن تكون المبادرة إلى استخدام الأسلحة النووية في أي حال من الأحوال.
ونعتقد بأن الحروب النووية يمكن تفاديها ما دامت كل الشعوب والدول المحبة للسلام حريصة على التضامن مثابرة على النضال. هذا وإن الصين، شعبا وحكومة، ستواصل كسابق عهدها نضالها الحازم مع شعوب العالم ودوله المحبة للسلام لتحقيق الهدف السامي المتمثل في منع الأسلحة النووية بصورة شاملة وتدميرها نهائيا.

## إطلاق أول قمر صناعي
في 24 إبريل 1970 أطلقت الصين أول قمر صناعي محققة بذلك توجيه الرئيس ماو تسي تونغ: «علينا أن نطلق الأقمار الصناعية أيضاً».
فرحت البلاد بهذا الخبر، وتجمع الناس في المدن والأرياف حول أجهزة الراديو أو تحت مكبرات الصوت ليستمعوا البيان الخاص بهذا الخبر، فيما كان نشيد «أحمر الشرق» الذي يمجد الرئيس ماو تسي تونغ يصدح في كل مكان. وخرج مئات الآلاف من الناس في كل مدينة إلى الشوارع رافعين صورة الرئيس ماو وهم يفجرون الألعاب النارية، والهتافات تملأ الآفاق«عاش الرئيس ماو!»
إن هذا الخبر قد أطرب شعوب العالم جمعاء، فسارعت الأحزاب والدول الصديقة تبعث إلى الصين ببرقيات التهنئة على هذه البداية للأعمال الفضائية الصينية، وخلال دوران هذا القمر الصناعي الصيني حول الكرة الأرضية نشرت الصحف والمجلات الصينية البرنامج الزمني لمروره. وبات بمقدور الشعب الصيني أن يشاهدوا حركة هذا القمر الصناعي في قبة السماء الصافية ليلا.

## العلاج المجاني والرعاية الطبية
حيث كان الاطباء يخدمون الفلاحين الذين كانت ظروفهم المعيشية قاسية، وكانوا يتوغلون بين الفلاحين لنشر التوعية الصحية كضرورة تصفية مياه الشرب واختيار المواقع المناسبة لبناء دورات المياه، وكيفية استعمال الأسمدة العضوية.. الأمر الذي خفض نسبة الأمراض الوبائية..كان كل فلاح صيني يتمتع بمجانية العلاج الطبي الذي قد تبلغ كلفته عشرات الدولارات في البلدان الأخرى.

## استعادة الصين مقعدها الشرعي في الامم المتحدة
إن الصين من الدول الأعضاء التي أسست منظمة الأمم المتحدة، وهي كذلك من الدول الخمس في اللجنة الدائمة لمجلس الأمن في الأمم المتحدة. ونتيجة لمقاومة بعض الدول الغربية برئاسة الولايات المتحدة، تأخرت إعادة المقعد الشرعي في منظمة الأمم المتحدة لجمهورية الصين الشعبية إلى أن أجازت الجمعية العامة للأمم المتحدة في جلستها عام 1971القرار رقم 2758 المتعلق بذلك بأغلبية ساحقة من الأصوات. وكان القرار ينص على وجوب إعادة جميع حقوقها الشرعية التي تتمتع بها في الأمم المتحدة.

## الانجازات الثقافية وملحمة أحمر الشرق
احتفالا بالذكرى الخامسة عشرة لتأسيس الصين الجديدة اقيمت عروض تمثيلية ضخمة تحت عنوان «ملحمة <<أحمر الشرق>>». وقد حققت هذه العروض نجاحا رائعا في إبداع الجديد من الأدب والموسيقى والشعر والرقص والديكور المسرحي والإضاءة المسرحية وصلاحية الصوت المسرحي، وفيما بعد أصبحت هذه الملحمة عملا فنيا مثاليا منذ أربعين سنة.
وقد بلغ عدد المشاركين في هذه العروض ما يربو على 3000 شخص، ومن خلال الكورس والصولو والرقصات تعبر الملحمة عن مسيرة الثورة الصينية ابتداء من تأسيس الحزب الشيوعي الصيني عام 1921 حتى اليوم.

## علاقتهبـروسيا
في أواخر الخمسينات ساءت العلاقة بين الصين والكرملين وزادت حدتها بعد أن قررت موسكو التعايش السلمي مع الولايات المتحدة، وهاجمهم ماو معلناً أن يخدم بإخلاص فكر لينين الماركسي الذي يدعو إلى تدمير الرأسماليين، تراجع منسحباً أمام الجيش الوطني في «المسيرة الطويلة». ومنذ تأسيس الحزب الشيوعي حتى الوقت الحالي، حافظ الحزب على قيادة الصين نتيجة انتصار ماو تسي تونغ في الحرب الأهلية في الصين وتأسيس جمهورية الصين الشعبية عام 1949.

## رحيل ماو تسي تونغ مؤسس الجمهورية
في 9 سبتمبر 1976 توفي الزعيم الصيني ماو عن عمر ناهز (82) عام ودفن في بوابة الصين التي أصبحت تعرف بضريح ماو تسي تونغ وأقامت بكين عاصمة الصين مراسم تعزية للرئيس الراحل ماو دامت من 11 - 17 سبتمبر عام 1976، وحضرها ما يتجاوز 300 ألف شخص من أوساط الحزب والجيش والحكومة، والعمال والفلاحين والجنود وغيرهم من أفراد الشعب.
في شاوشان - مسقط رأس الرئيس ماو- أقامت الجماهير هناك حفل تأبين للرئيس ماو، حيث انحنى الحاضرون أمام صورته تعبيرا عن تعزيتهم.. والمسنون الذين قضوا أيام طفولتهم مع الرئيس ماو عادوا إلى الماضي.. حيث كان الرئيس ماو الشاب يعمل في جمع الحطب، وفي الرعى وفي الحراثة وفي تجفيف الحبوب.
في أيام الثورة القاسية، غادر الرئيس ماو موطنه شاوشان وقصد مختلف الأماكن في الصين ينشر الأفكار الثورية بين جماهير العمال والفلاحين. وفي فترة الحرب الثورية الأهلية الأولى، دفع الرئيس ماو أبناء الشعب في شاوشان إلى الطريق الثوري، وأنشأ بنفسه فرع شاوشان - من أوائل فروع الحزب الشيوعي الصيني.فقام أهالى شاوشان تحت قيادة هذا الفرع بنضالات باسلة خلال عشرات السنين. وبعد التحرير أيد الرئيس ماو مبادرة أبناء الشعب بشاوشان في التقدم على الطريق الاشتراكي تأييدا حارا، كما وجه إليهم خطابا من بكين. وفي عام 1959 عاد الرئيس ماو إلى شاوشان، حيث صافح جماهير الفلاحين وتحدث معهم بمنتهى الود.

## مؤلفاته
- تحليل طبقات المجتمع الصينى (1926)
- تقرير عن التحقيق الذي اجُري في هونان حول الحركة الفلاحية (1927)
- القضايا الاستراتيجية للحرب الثورية في الصين (1936)
- الديمقراطية الجديدة (1940)
- مقدمة وملحق لتحقيقات في الريف (1941)
- مداخلات في ندوات حول الادب والفن في يينان (1942)
- حول التقارير العشرة الكيرى (1956)
- في سبيل حل عادل للتناقضات في صفوف الشعب (1957)
- مقتطفات من أقوال الرئيس ماو تسي تونغ (1967)

## روابط خارجية
- ماو تسي تونغ على موقع IMDb (الإنجليزية)
- ماو تسي تونغ على موقع الموسوعة البريطانية (الإنجليزية)
- ماو تسي تونغ على موقع مونزينجر (الألمانية)
- ماو تسي تونغ على موقع قاعدة بيانات الأفلام العربية
- ماو تسي تونغ على موقع ميوزك برينز (الإنجليزية)
- ماو تسي تونغ على موقع قاعدة بيانات الأفلام السويدية (السويدية)
- ماو تسي تونغ على موقع إن إن دي بي (الإنجليزية)
- ماو تسي تونغ على موقع قاعدة بيانات الفيلم (الإنجليزية)
- ماو تسي تونغ على موقع كينوبويسك (الروسية)